# 鑽石的功罪
《鑽石的功罪》是2023年連載於《週刊Young Jump》的棒球青春題材漫畫，平井大橋繪製。2023年6月19日發售第一卷，並在Youtube平台上發布由根本圭子配音主人公綾瀨川次郎的有聲漫畫版PV。

## 劇情概要
擁有運動天賦的綾瀨川次郎，無論從事任何運動都很快變得比周圍的人更好。由於有人因為他而失去或放棄他們的夢想，因此他總是感到孤獨。與此同時，綾瀨川發現一支以樂趣為主的弱勢青年的棒球隊伍，所以開始與「斑比隊」一起享受棒球運動。然而，即使在棒球運動中，他耀眼的天賦也給周圍人蒙上了陰影。

## 登場人物
以下為有聲漫畫版的聲優。

### 主要人物
綾瀨川次郎（聲：根本圭子）
本作主角。小學五年級學生。對任何運動都得心應手，因此被周遭人嫉妒導致自身不理解他人的心情。

### 斑比隊
小伊（聲：增田由紀）
「斑比隊」的隊員之一。
教練（聲：高塚智人）
「斑比隊」的教練。認為次郎留在「斑比隊」大材小用，因此擅作主張地幫次郎報名國家棒球隊。

## 出版書籍
日文版與中文版單行本分別由集英社和東立出版社代理出售，而英文版只連載於網路平台《MANGA Plus》。

### 漫畫
| 卷數 | 集英社         | 集英社                 | 東立出版社     | 東立出版社                           |
| 卷數 | 發售日期       | ISBN                   | 發售日期       | ISBN                                 |
| ---- | -------------- | ---------------------- | -------------- | ------------------------------------ |
| 1    | 2023年6月19日  | ISBN 978-4-088-92767-1 | 2024年5月16日  | ISBN 978-6-260-21287-2（首刷附錄版） |
| 2    | 2023年7月19日  | ISBN 978-4-088-92768-8 | 2024年9月26日  | ISBN 978-6-260-22360-1（首刷附錄版） |
| 3    | 2023年10月19日 | ISBN 978-4-088-92864-7 | 2024年10月28日 | ISBN 978-6-260-22363-2（首刷附錄版） |
| 4    | 2023年12月19日 | ISBN 978-4-088-93071-8 | 2025年1月16日  | ISBN 978-626-02-2364-9（首刷附錄版） |
| 5    | 2024年3月18日  | ISBN 978-4-088-93205-7 | 2025年3月20日  | ISBN 978-626-02-3774-5（首刷附錄版） |
| 6    | 2024年6月19日  | ISBN 978-4-088-93266-8 |                |                                      |
| 7    | 2024年9月19日  | ISBN 978-4-088-93383-2 |                |                                      |

## 評價
日本搖滾樂團OKAMOTO'S的主唱飯村翔認為與異世界轉生作品對比，雖然透過異世界轉生的主角超強會給予觀眾一種安慰的感覺，但本作以壓倒性能力卻承受著不被任何人理解痛苦的小學生作為主角更有趣。此外，飯村翔還評價本作雖然在視覺上並不華麗，但有創新。《Young Jump》編輯部兼本作主編的伊佐治宝評價平井大橋描繪人性是他的強項，因此較容易以獨特視角描繪本作主角的「苦難」和「孤獨」。

## 迴響
在2023年舉辦的《下一部人氣漫畫大賞》中，本作獲得排名第七。隨後於2024年的《這本漫畫真厲害！》男生篇中獲得排名第一、2024年《全國書店店員推薦漫畫》中獲得排名第四以及獲得2024年《漫畫大獎》的第五名。相反地，在2024年的《ebookjapan漫畫大賞》中受到提名但未獲獎。

## 外部連結
- 週刊Young Jump （页面存档备份，存于）（日語）